# البرنامج المستقل

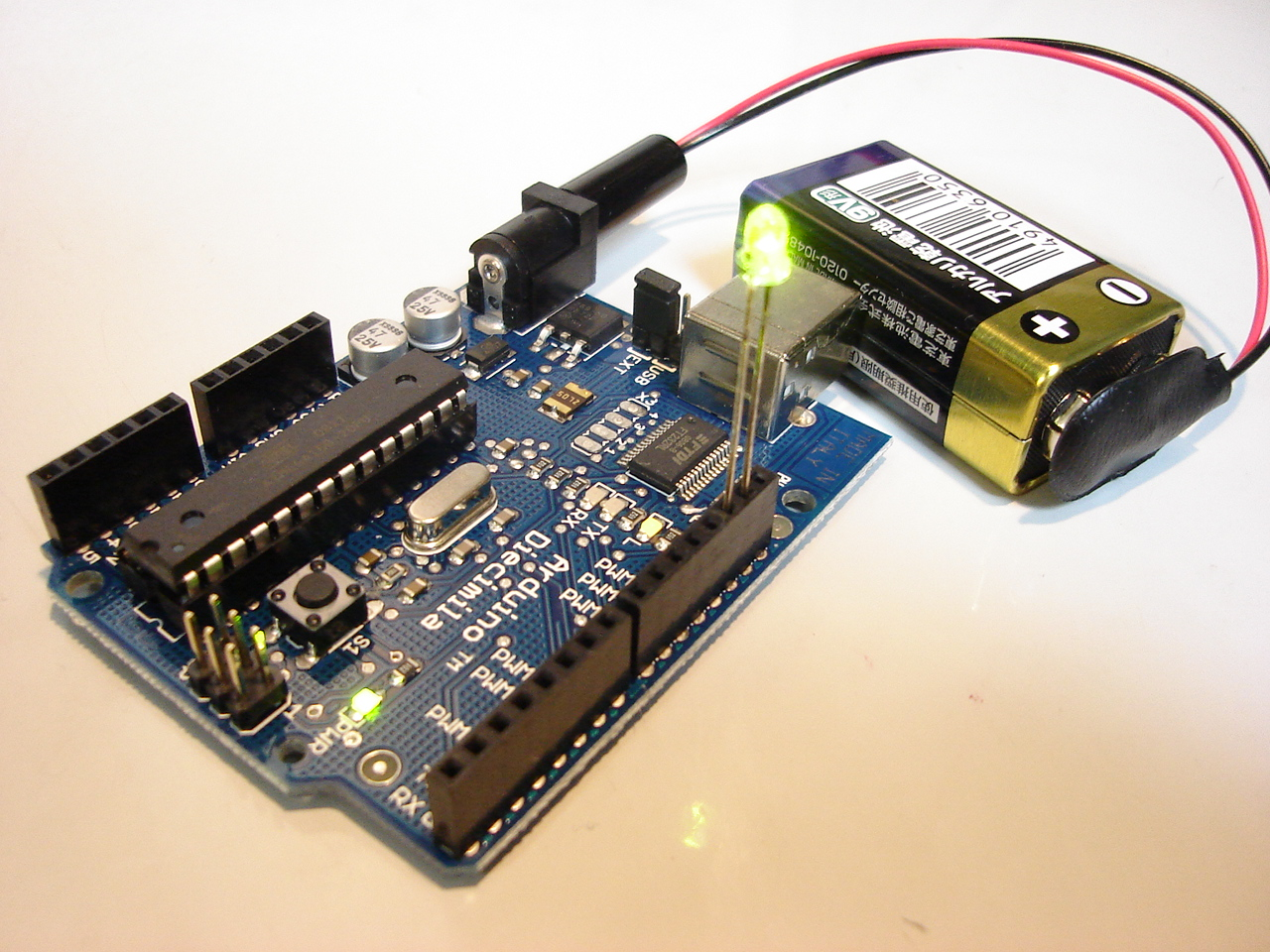

اَلْبَرْنَامَجُ اَلْمُسْتَقِلُ (بالإنجليزية: Standalone program)‏، ويُسمى أيضًا «برنامجًا قائمًا بذاتهِ، هو برنامج حاسوبي لا يقوم بتحميل أي وحدة خارجية أو دالة مكتبية، أو برنامج مصمم للإقلاع بواسطة الإجراءات التمهيدية لمعالج النظام - يعمل على الآلة العارية (بدون تدخل نظام التشغيل). في أجهزة الحاسوب القديمة مثل إينياك وبدون مفهوم نظام التشغيل، كانت البرامج المستقلة هي الطريقة الوحيدة لتشغيل الحاسوب. عادةً تُكتب البرامج المستقلة أو تترجم بلغة التجميع للأجهزة المحددة.
توفرت البرامج المستقلة اللاحقة عادةً لوظائف الأدوات المساعدة مثل تهيئة القرص. أيضًا، تَستخدم أجهزة الحاسوب ذات الذاكرة المحدودة برامجًا مستقلةً، أي معظم أجهزة الحاسوب حتى منتصف الخمسينات من القرن العشرين، وما زالت فيما بعد تَستخدم معالجات مضمنة.
تقتصر البرامج المستقلة الآن بشكل أساسي على المنظومات الرقاقية SoC's أو المتحكمات الدقيقة (حيث يكون عمر البطارية والسعر ومساحة البيانات له مميزات)، والأنظمة الهامة. في الحالات القصوى، يجب اختبار كل مجموعة ممكنة من المدخلات والأخطاء وبالتالي كل المخرجات المحتملة معروفة؛ مستقلة تمامًا [موردي العتاد وفرق البرمجة المنفصلين] مع مراقبة متوازية تمامًا لحالة النظام؛ أو حيث يجب تصغير مساحة الهجوم؛ قد يضيف نظام التشغيل تعقيدًا وشك غير مقبولين. (أمثلة، مقاطعات سلامة المشغل الصناعي، شركات الطيران التجارية، الأجهزة الطبية، وأدوات التحكم في إطلاق الصواريخ البالستية، ومتحكمات شحن بطارية الليثيوم في الأجهزة الاستهلاكية [مخاطر الحريق وتكلفة الرقاقة بحوالي عشرة سنتات) يمكن أيضًا جعل المتحكمات الدقيقة المحدودة الموارد أكثر تحملاً للظروف البيئية المتنوعة من العتاد الأقوى اللازم لنظام التشغيل؛ وذلك ممكن لأن تردد الساعة المنخفض، والتباعد بين الأسنان، ونقص ناقلات البيانات الكبيرة (على سبيل المثال وحدات ذاكرة الوصول العشوائي  (دي دي آر 4 إس دي رام)، وعدد الترانزستور المحدود يسمح بهوامش تصميم أوسع وبالتالي إمكانية الحصول على خصائص كهربائية وفيزيائية أكثر قوة في تصميم الدائرة والاختيارات المادية.